# 皇家湖度假村 (伊利諾伊州)
皇家湖度假村（英語：Royal Lake Resort）是位於美國伊利諾伊州克林頓縣的一個非建制地區。該地的面積和人口皆未知。

## 地理
皇家湖度假村的座標為38°33′56″N 89°23′36″W / 38.56556°N 89.39333°W，而該地的平均海拔高度為139米（即456英尺）。